# Richard Barham
Richard Harris Barham (6 décembre 1788 - 17 juin 1845) est un religieux anglais de l'Église anglicane, un romancier et un poète humoristique. Il est généralement connu sous son pseudonyme Thomas Ingoldsby et en tant qu'auteur de The Ingoldsby Legends. 

## Biographie
Richard Harris Barham est né à Canterbury. Son père meurt quand il a sept ans et lui laisse un petit domaine qui comprend le manoir de Tappington, à Denton, dans le Kent. Il en est souvent mention dans sa dernière œuvre, The Ingoldsby Legends. À l'âge de neuf ans, il est envoyé à la St Paul's School de Londres, mais ses études sont interrompues par un accident qui lui paralyse partiellement un bras à vie. Privé d'activité physique vigoureuse, il devient un grand lecteur et un étudiant assidu. 
En 1807, il entre au Brasenose College à Oxford dans un premier temps avec l'intention d'y étudier le droit. Cependant, les circonstances l'amènent à choisir une profession religieuse. En 1813, il est ordonné et accepte une cure. Il se marie au cours de l'année suivante et, en 1821, il est nommé chanoine mineur de la cathédrale Saint-Paul à Londres, où il exerce les fonctions de cardinal. Trois ans plus tard, il devient l'un des prêtres ordinaires de la chapelle royale du roi. 

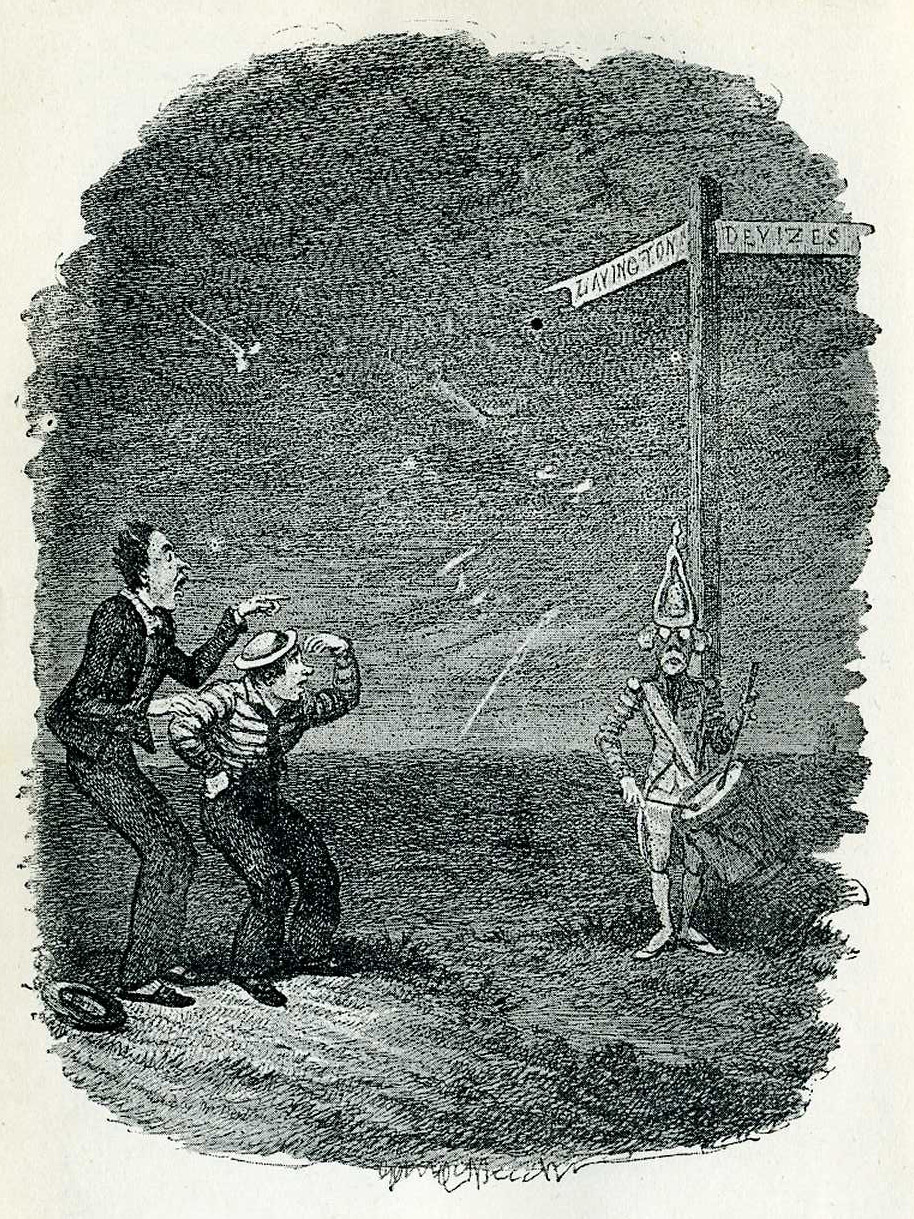
Illustration de George Cruikshank pour le «Batteur mort de la plaine de Salisbury », l'une des légendes d'Ingoldsby.

En 1826, Barham contribue pour la première fois au Blackwood's Magazine; en 1837, il commence à écrire une série de contes (la plupart métriques, certains en prose) connus sous le nom de The Ingoldsby Legends pour un magazine récemment créé, Bentley's Miscellany. Ceux-ci deviennent très populaires. Ils sont publiés sous forme de collection en trois volumes entre 1840 et 1847 et sont depuis réédités à de nombreuses reprises. Ils peuvent être comparés à Hudibras. Les histoires sont généralement fantaisistes, mais basées sur une étude des temps passés. Il existe également un recueil de divers poèmes de Barham, édité à titre posthume par son fils, appelé The Ingoldsby Lyrics.
Barham est politiquement conservateur mais il est un ami de longue date du libéral Sydney Smith. Theodore Hook est l'un de ses amis les plus proches. Barham collabore à la Edinburgh Review et à la Literary Gazette; il écrit des articles pour le dictionnaire biographique de John Gorton et un roman, mon cousin Nicolas (1834). Il meurt à Londres le 17 juin 1845 des suites d'une longue et douloureuse maladie.

## Héritage
Barham est un personnage de Flashman's Lady dans le roman historique de George MacDonald Fraser. Il rencontre le personnage principal, Harry Flashman lors d'une exécution publique. 
Son dernier poème, As I laye a-thynkynge fut mis en musique par le compositeur anglais Edward Elgar, et la chanson publiée en 1888. En 1918, le compositeur Cyril Rootham écrivit le même poème pour voix et piano. 
Il y a un pub à Burgate, Canterbury, près de la cathédrale, appelé The Thomas Ingoldsby. 